# Калініченко Віталій Юрійович
Віталій Юрійович Калініченко (нар. 31 грудня 1984, Київ) — фронтмен і засновник гурту «Веремій», співак, волонтер, активіст, громадський діяч, військовослужбовець та підприємець в ІТ секторі. 

## Життєпис
Віталій Калініченко народився 31 грудня 1984 року в Києві. До 20 років зростав в м. Бровари Київської області, де оселилися його батьки. Виховувався в творчій атмосфері, оскільки мати Віталія була викладачем музики та хореографії. Батько був інженером по обслуговуванню ліфтів та іншої підйомно-транспортної техніки, що дало інженерний поштовх в майбутній підприємницькій діяльності. З самого малечку цікавився українськими казками, легендами та  історією. А от саме музика не дуже подобалась, але при цьому він закінчує музичну школу по класу скрипки. В старших класах взяв до рук гітару і почав створювати власні пісні.
Першу вищу освіту Віталій здобув 2007 року в Київському національному університеті ім. Т.Шевченка зі ступенем магістра, де колом зацікавленості була українська культура та філософія. Магістерська робота Віталія мала назву «"Слово о полку Ігоревім" та слов'янська міфологія». Саме в стінах університету він знайомиться з українською музикою більш тісно, перебуваючи в патріотичному середовищі цього навчального закладу. Ще до випуску також починає працювати в сфері інформаційних технологій, побачивши в цьому інтерес та перспективу.
Тому друга вища освіта вже була технічного спрямування. В 2011 році Віталій закінчує Державний університет інформаційно-комунікаційних технологій в напрямку інформаційної безпеки, після чого паралельно з музикою починає свій підприємницький шлях в ІТ секторі.
З 2023 року також є військовослужбовцем у складі 23 окремого стрілецького батальйону ЗСУ. Ветеран російсько-української війни.

## Погляди та вподобання
Погляди Віталія починають формуватися під впливом подій початку нульових років, коли Україна обирала свій європейський шлях на президентських виборах 2004 року, а також патріотичного середовища, в якому він перебував. Українська музика, яка з'являлась в той період в країні, її спрямування, остаточно вказала шлях, яким починає рухатись Віталій.
Взаємодіє з такими організаціями як "Пора", пізніше з "МНР" (Молодий Народний Рух) та МНК. Бере участь в різних заходах культурно-просвітницького характеру, акціях соціального та патріотичного спрямування, є учасником акції голодування на захист української мови біля Українського дому в 2012 році.
З 2006 року формує так звані "вечори повстанської пісні", які відбувались спочатку в стінах Київського університету ім. Т.Шевченка, а потім Києво-Могилянської академії, де збирав виконавців патріотичного спрямування, котрі виконували свої твори перед ветеранами УПА, які жили в Києві.
Захоплюється українською культурою, історією, традиціями.

## Музична діяльність

### ВЕРЕМІЙ
Восени 2002 року створює рок-гурт «Веремій». По факту музичний колектив був створений друзями, які любили періодично збиратись і просто разом грати на гітарах після школи. Але при цьому Віталій бачить в гурті перспективу і починає активно його розвивати на перших курсах навчання в університеті. Музика набуває більш патріотичного характеру, а також в ній починає відчуватись вплив народної музики та фольку. Таким чином на початку нульових формується стиль, який був близьким до фолк-року та фолк-металу, але мав свої особливі риси, через що слухачі гурту називають новий музичний напрямок "мелодійним хеві-фольком". Гурт вважається одним із засновників та першопрохідців жанру фолк-метал в Україні. Музичний колектив активно гастролює по Україні та за її межами.
Віталій Калініченко також активно виконує свої твори сольно, виступаючи з власними піснями, а також піснями гурту.

## Дискографія
- Там, де сонце встає (2012)
- Пошепки (2012)
- Вільна земля (2014)
- Доки є крила (2016)

### Збірки
- 2010 — Славське Рок
- 2012 — Природний відбір. Частина 4
- 2014 — Музична сотня • МАЙДАН. Частина 1/Листопад

### Сингли
- 2013 — Сповідь розстріляних душ
- 2013 — Йди на зорі
- 2014 — Гартовані вогнем
- 2014 — За вікном війна
- 2015 — Перший сніг
- 2015 — Доки є крила
- 2015 — Холодна вода
- 2015 — Тільки ти
- 2016 — Обертом
- 2017 — Нічого не буде як раніше
- 2020 — Усміхнені й живі
- 2022 — Віхола